# لرغه
لرغه، روستایی از توابع بخش کلات شهرستان آبدانان در استان ایلام ایران است.و طبق سرشماری سال ۱۳۸۵  ۱۸۱ نفر جمعیت دارد ازجاذبه های گردشگری لرغه می توان به دختر برجی و سد مولاب اشاره کرد.

## جمعیت
این روستا در دهستان مورمورئ قرار دارد و براساس سرشماری مرکز آمار ایران در سال ۱۳۸۵، جمعیت آن ۱۸۱ نفر (۳۹خانوار) بوده‌است.